# Сорта товарной нефти
Маркерные сорта нефти (так же эталонные сорта; англ. benchmark crude) — это сорта нефти с определённым составом (содержание серы, плотность), цены на которые широко используются при установке цен при покупке и продаже других сортов сырой нефти в мире для удобства производителей и потребителей нефти.
В мире существует три основных маркерных сорта: Brent Blend, West Texas Intermediate (WTI) и Dubai Crude. Котировки на эти сорта, публикуемые котировочными (ценовыми) агентствами, определяют цены на нефть в основных регионах мира:
- Brent, добываемый в Северном море — для рынков Европы и Азии. Цены примерно на 70 % экспортируемых сортов[3] нефти прямо или косвенно задаются на базе котировок Brent.
- WTI (West Texas Intermediate), известная также как «(Texas) Light Sweet» — для западного полушария (США) и как ориентир для других сортов нефти. В XX веке долгое время (до начала добычи нефти Brent) был единственным маркерным сортом в мире.
- Сорт Dubai Crude широко используется при определении цен нефтей, экспортируемых из стран Персидского залива в АТР.

Ранее ОПЕК использовала собственный эталонный показатель, средневзвешенную стоимость 12 различных марок нефти, экспортируемых странами ОПЕК, который называется нефтяной корзиной ОПЕК (Reference Basket of crudes).
Маркерные сорта связаны с каким-то основным месторождением или с группой месторождений, нефть из которых имеет сходные свойства и открыто торгуется на рынке с достаточной ликвидностью. Так, Brent изначально означал цены на нефть, добытую в британском секторе Северного моря на одноименном шельфовом месторождении (открыто в 1970-х годах). Однако по мере исчерпания этого месторождения агентство Platts добавило к котировкам Brent цены на нефть, добываемую на трёх других месторождениях в Северном море — в 2002 г. Forties (британский сектор Северного моря) и Oseberg (норвежский сектор) и в 2007 г. Ekofisk (британский сектор). Объединённая котировка получила наименование Cash BFOE (сокр. от Brent, Forties, Oseberg и Ekofisk). Стандартный сорт США — WTI (также Light Sweet) — лёгкая нефть, добываемая в Техасе.
Ведущими мировыми котировочными (ценовыми) агентствами, ежедневно публикующими котировки на маркерные сорта нефти (Brent, WTI, Dubai), являются агентства Platts и Argus Media. Менее популярны Asia Petroleum Price Index (APPI), ICIS London Oil Report . Именно котировки ценовых агентств указываются в спотовых, кратко-, средне- и долгосрочных контрактах на поставку около 90 % экспортируемой нефти, при этом, в зависимости от её качества, конкретный сорт нефти может продаваться со скидкой или с премией к цене маркерного сорта.

## WTI (West Texas Intermediate)
В настоящее время маркерный сорт West Texas Intermediate (торгуется с доставкой в г. Кушинг, Оклахома) используется в основном в США для определения цен на различные сорта нефти, добываемые или импортируемые в Соединённые Штаты. WTI — это лёгкая (плотность — 39.6 градусов API) и малосернистая (0,24 %, англ. sweet) нефть, что делает её подходящей для переработки в низкосернистые моторные топлива (бензин и дизель).
Европейская нефть Brent имеет чуть большую плотность (38.06 градусов API) и большее содержание серы (0,37 %), однако также является высококачественной нефтью. Корзина ОПЕК ещё тяжелее и сернистее чем нефть Brent. В результате этих различий, а также в связи с необходимостью доставки американской нефти от месторождений до Кушинга, до 2011 г. WTI обычно стоила на 1-2 доллара за баррель дороже, чем Brent и на 3-4 доллара дороже корзины ОПЕК. С 2011 г. по различным причинам спред между WTI и другими маркерными сортами резко изменился и в настоящее время WTI котируется дешевле сорта Brent.
Добыча нефти WTI составляет около 1 % от общемировой нефтедобычи.
Канадская маркерная нефть Edmonton Par схожа по физическим характеристикам с сортом WTI.

## Смесь Brent
Смесь Brent Crude (англ. Brent Blend) используется как ценовой ориентир в Европе и, в меньшей степени, в Азии. Этот сорт в настоящее время является смесью нефтей из 4 групп месторождений (BFOE — Brent, Forties, Oseberg и Ekofisk), расположенных в британском и норвежском секторах Северного моря. Точнее — в состав смеси входит нефть, добываемая из 15 различных месторождений Северного моря. Агентство Petroleum Argus публикует похожую котировку ARGUS North Sea Dated, которая составляется на основе оценок цены пяти североморских сортов — Brent, Forties, Oseberg, Ekofisk и Troll — BFOET.
Данный сорт нефти стал эталонным благодаря надежности поставок, наличию нескольких независимых поставщиков (например, месторождение Brent разрабатывают совместно компании ExxonMobil и Shell) и готовности её покупки со стороны множества потребителей и переработчиков. Несмотря на некоторые проблемы с поставками в прошлом и не самые большие объёмы производства в настоящем смесь Brent обладает достаточной ликвидностью, чтобы оставаться маркерным сортом.
Добыча нефтей, входящих в смесь Brent, составляет около 1 % от общемировой нефтедобычи.

## Dubai и Oman
Dubai Crude, также известная под названием Fateh — это лёгкая нефть, добываемая в эмирате Дубай (ОАЭ). Длительное время Dubai Crude была единственной нефтью, свободно торгуемой на Ближнем Востоке, однако затем развился спотовый рынок на оманскую нефть (Oman crude).
Длительное время производители нефти на Ближнем Востоке использовали среднемесячные котировки на сорт Dubai (позже — котировки на сорта Dubai и Oman) в качестве маркеров для определения цены в экспортных контрактах с покупателями из Азиатско-Тихоокеанского региона (котировки фьючерсов на WTI и Brent использовались для определения цен нефтей, поставляемых в страны Атлантического бассейна).
Недавно Арабские Эмираты начали поставки нефти Dubai Crude в Российскую Федерацию.

## Сорта нефти различных стран
Многие страны для упрощения экспорта ввели стандартные сорта нефти, имеющие стабильные параметры. Иногда в качестве стандарта выступает определённая смесь.
Например, в России существует несколько основных сортов. Цены на два основных российских экспортных сорта, Urals и Siberian Light, рассчитываются на основе котировок мировых агентств Platts и Petroleum Argus на смесь Брент.
| Страна   | Марка          |                                         | Плотность (градуса API) | Сера (%) | Примечания                                                                                             |
| -------- | -------------- | --------------------------------------- | ----------------------- | -------- | --- |
| Россия   | Urals          | смесь тяжёлой, высокосернистой с лёгкой | 31,7                    | 1,35     | цена на Urals рассчитывается с дисконтом от котировок Brent                                            |
| Россия   | Siberian Light | лёгкая нефть                            | 35,1                    | 0,57     | добываемая в Ханты-Мансийском АО                                                                       |
| Россия   | ESPO           |                                         | 34,8                    | 0,62     | смесь нефтей, поставляемых по трубопроводу ВСТО, привязана к Dubai Crude                               |
| Россия   | Sokol          | лёгкая нефть                            | 37,7                    | 0,23     | проект Сахалин-1, добывается на севере месторождения Чайво, привязана к Dubai Crude                    |
| Россия   | Vityaz         | лёгкая, малосернистая                   | 34,6                    | 0,22     | проект Сахалин-2                                                                                       |
| Россия   | ARCO           | тяжёлая, высокосернистая                | 24                      | 2,3      | арктический сорт, добывается на шельфовом месторождении Приразломное, разрабатываемое «Газпром нефтью» |
| Норвегия | Statfjord      |                                         |                         |          | |
| Ирак     | Kirkuk         |                                         |                         |          | |
| Ирак     | Basra Light    |                                         |                         |          | |
| Иран     | Iran Light     | лёгкая нефть                            |                         |          | |
| Иран     | Iran Heavy     | тяжёлая нефть                           |                         |          | |